# Волчище — серый хвостище
«Волчище — серый хвостище» — советский музыкальный мультфильм по мотивам русской народной сказки «Лисичка-сестричка и волк».

## Сюжет
Жили в лесу Волк и лиса Патрикеевна. Как-то в зимнюю пору они ходили голодные и увидели старика с санями, полными рыбы. Патрикеевна, притворившись воротником, хитростью забрала себе лакомство и сама спрыгнула с саней на ходу.
Как только старик приехал к жене, та видит, что рыба и «воротник» пропали, и поднимает тревогу. Патрикеевна же съедает рыбу, но вместо того, чтобы поделиться ей с Волком, посылает того на речку наловить рыбы хвостом в проруби. Сама она приходит в дом к старикам и съедает половину сметаны из кувшина на столе, испачкав ей своё лицо. Волк же, сидя на льду, замерзает.
Старуха засекает Волка на реке и в страхе зовёт всех жителей деревни. Те избивают Волка, в результате чего тот убегает, потеряв свой примёрзший хвост. Под конец Волка встречает Патрикеевна, оставшаяся, как она сама признаётся, без мозгов. Волк подвозит напарницу на своих же плечах.

## Съёмочная группа
| автор сценария             | Виктор Мережко                                                                                           |
| текст песен                | Альберта Иванова                                                                                         |
| кинорежиссёр               | Галина Баринова                                                                                          |
| художники-постановщики     | Ника Николаева, Галина Баринова                                                                          |
| кинооператор               | Михаил Друян                                                                                             |
| композитор                 | Владимир Кривцов                                                                                         |
| звукооператор              | Владимир Кутузов                                                                                         |
| ассистент режиссёра        | Людмила Морозова                                                                                         |
| монтажёр                   | Елена Белявская                                                                                          |
| xудожники                  | Анна Атаманова, И. Нефёдова                                                                              |
| художники-мультипликаторы: | Татьяна Померанцева, Сергей Дёжкин, Дмитрий Куликов, Иосиф Куроян, Галина Золотовская, Елена Малашенкова |
| редактор                   | Елена Никиткина                                                                                          |
| директор съёмочной группы  | Любовь Бутырина                                                                                          |

## Роли озвучивали
| Актёр                | Роль         |
| -------------------- | ------------ |
| Анатолий Папанов     | Волк         |
| Анастасия Вертинская | Лиса         |
| Клавдия Козлёнкова   | Лиса (вокал) |
| Анатолий Баранцев    | Старик-рыбак |
| Зинаида Нарышкина    | Старуха      |
| Всеволод Ларионов    | Конь старика |

## Издание
- Во второй половине 1990-х на аудиокассетах изданием Twic Lyrec была выпущена аудиосказка по одноимённому мультфильму с текстом Александра Пожарова.